# 圖爾瓦納 (玻利瓦省)
圖爾瓦納是哥倫比亞的城鎮，位於該國北部，由玻利瓦省負責管轄，面積148平方公里，海拔高度109米，2005年人口13,507，人口密度每平方公里91.26人。
10°17′N 75°27′W / 10.283°N 75.450°W